# Ле-Булу
Ле-Булу (фр. Le Boulou) насеље је и општина у јужној Француској у региону Лангдок-Русијон, у департману Источни Пиринеји која припада префектури Сере.
По подацима из 2011. године у општини је живело 5498 становника, а густина насељености је износила 381,28 становника/km². Општина се простире на површини од 14,42 km². Налази се на средњој надморској висини од 89 метара (максималној 363 m, а минималној 55 m).

## Демографија
| 1962. | 1968. | 1975. | 1982. | 1990. | 1999. | 2011. |
| ----- | ----- | ----- | ----- | ----- | ----- | ----- |
| 2.512 | 2.921 | 3.709 | 4.292 | 4.436 | 4.428 | 5.498 |

График промене броја становника у току последњих година